# Hold On (Wilson Phillips)
Hold On è un singolo del gruppo musicale femminile statunitense Wilson Phillips, pubblicato nel 1990 ed estratto dal loro primo ed eponimo album in studio Wilson Phillips.
Il brano è stato scritto da Chynna Phillips e Glen Ballard, con versi addizionali di Carnie Wilson.

## Tracce
- 7" (USA)

1. Hold On (Single version) – 3:42
2. Hold On (Album version) – 4:25

## Classifiche
| Classifica (1990) | Posizione massima |
| ----------------- | ----------------- |
| Stati Uniti       | 1                 |